# FRAGILE (LAMP IN TERRENのアルバム)
『FRAGILE』（フラジール）は、LAMP IN TERRENのメジャー5枚目のアルバム(通算4枚目のフルアルバム)。2020年10月14日にA-Sketchから発売された。

## 解説
前作『The Naked Blues』より約1年10ヶ月ぶりのフルアルバム。
アルバムには、シングル曲「ホワイトライクミー」、「Enchanté」や会場＆通販限定e.p.『Maison Diary』に収録されている「いつものこと」、タイトルの「FRAGILE（壊れやすい）」に象徴されるように、繊細さを帯びた楽曲や内省的な楽曲など全10曲を収録。新型コロナウイルス感染拡大による自粛期間に生まれた楽曲も収められる。また本作はCDのみの通常盤とDVDが付属する初回限定盤の2形態で販売され、DVDには「Live × Movie at Star lounge」と題した映像が収録される。
ジャケット写真は松本大（vo,g,pf）が自らキャンバスに描き下ろしており、今回のアルバムアートワーク全体も全て松本が監修している。

## 収録曲
全作詞・作曲∶松本大

### CD
1. 宇宙船六畳間号 [4:41]
2. Enchanté [4:17] 
  - 6th配信限定シングル表題曲
3. ワーカホリック [4:50]
4. EYE [4:07]
5. 風と船 [5:36]
6. チョコレート [3:12]
7. ベランダ [4:54]
8. いつものこと [4:01] 
  - 会場・通販限定EP『Maison Diary』収録曲
9. ホワイトライクミー [4:21] 
  - 4th配信限定シングル表題曲
10. Fragile [4:29]

### DVD（初回限定盤のみ）
"Live × Movie at Star lounge"
渋谷Star loungeで撮影したライブムービー
1. メイ
2. Water Lily
3. いつものこと
4. 緑閃光
5. Is Everything All Right
6. キャラバン
7. 凡人ダグ
8. Beautiful
9. BABY STEP
10. Enchanté